# Ilex sinica
Ilex sinica là một loài thực vật có hoa trong họ Aquifoliaceae. Loài này được (Loes.) S.Y. Hu mô tả khoa học đầu tiên năm 1950.